# 飯盛義徳
飯盛 義徳（いさがい よしのり、1964年 - ）は、日本の行政学者。慶應義塾大学総合政策学部教授。慶應義塾大学SFC研究所所長。

## 略歴
佐賀県佐賀市出身。青雲高等学校、1987年上智大学文学部教育学科卒業。松下電器産業勤務を経て、1994年慶應義塾大学大学院経営管理研究科修士課程修了（MBA取得）、2005年同博士課程単位取得退学。2007年博士（経営学）。
2000年佐賀大学理工学部客員助教授。2005年慶應義塾大学環境情報学部専任講師、2008年慶應義塾大学総合政策学部准教授、2014年教授。

## 著書
- 『「元気村」はこう創る 実践・地域情報化戦略』（國領二郎共著、日本経済新聞出版社、2007年）
- 『社会イノベータ』（慶應義塾大学出版会、2009年）
- 『小学生のためのキャリア教育実践マニュアル』（横尾敏文共著、慶應義塾大学出版会、2011年）
- 『慶應SFCの起業家たち』（宮地恵美共編著、慶應義塾大学出版会、2013年）
- 『地域づくりのプラットフォーム』（学芸出版社、2015年）